# Ekoklina
Ekoklina – stopniowa zmiana danej cechy gatunku wzdłuż gradientu (przejścia tonalnego) zmienności warunków środowiska, zwanego klinem. Zmieniają się ekotypy w zależności od warunków ekologicznych. Pojęcie ekokliny dotyczy także zjawisk opisywanych przez regułę Allena, Bergmanna oraz Glogera.